# Tolon/Kumbungu
Tolon/Kumbungu är ett distrikt i Ghana.   Det ligger i regionen Norra regionen, i den centrala delen av landet, 400 km norr om huvudstaden Accra. Antalet invånare är 129 485. Arean är 2 389 kvadratkilometer.
Terrängen i Tolon/Kumbungu är huvudsakligen platt.